# Denis Ignatov
Denis Ignatov (* 17. Februar 1988 in Leningrad, Sowjetunion) ist ein deutsch-russischer Fotograf und Regisseur.

## Biografie
Ignatov wuchs als Kind in Sankt Petersburg auf. 1996 kam er nach Deutschland. Nach einer Assistenz bei dem Fotografen Dieter Eikelpoth machte er sich 2010 selbstständig, um sich der Porträt-, Sport-, Werbe- und Reportage Foto- und Videografie zu widmen.
Neben Kampagnen für verschiedene Unternehmen fotografierte er auch Prominente, darunter den Sportler Wladimir Klitschko, den Bundeskanzler Gerhard Schröder und die Musiker Wiz Khalifa, Ty Dolla Sign, Linkin Park.
Für die Cover-Gestaltung der Musiker Farid Bang, Kollegah oder KC Rebell wurde Ignatov mit mehreren goldenen Schallplatten ausgezeichnet. Als einer der letzten Fotografen porträtierte er  Chester Bennington für die GQ Germany, wenige Wochen vor dessen Tod.
Seit 2012 wurden mehrfach Auszüge seiner Arbeiten vom NBVD Verlag unter dem Titel „Deutschlands beste Fotografen“ veröffentlicht.